# Arp 48
Arp 48 ist eine Balkenspiralgalaxie im Sternbild Fische. Sie ist schätzungsweise 522 Millionen Lichtjahre von der Milchstraße entfernt. Halton Arp gliederte seinen Katalog ungewöhnlicher Galaxien nach rein morphologischen Kriterien in Gruppen. Diese Galaxie gehört zu der Klasse Spiralgalaxien mit einem Begleiter niedriger Flächenhelligkeit auf einem Arm.